# Cochleanthes flabelliformis
Cochleanthes flabelliformis ist eine Art aus der Familie der Orchideen (Orchidaceae).

## Beschreibung

### Vegetative Merkmale
Cochleanthes flabelliformis ist eine ausdauernde krautige Pflanze. Sie wächst epiphytisch oder lithophytisch im Schatten bei hoher Luftfeuchtigkeit. Es werden basal überlappende, linealisch-lanzettliche und grüne Blätter ausgebildet. 

### Generative Merkmale
Der Blütenstiel ist bis 10 Zentimeter lang und trägt eine einzelne, kurzlebige und wachsartige Blüte.

## Verbreitung
Cochleanthes flabelliformis ist in Jamaika, Honduras, Nicaragua, Venezuela, Kolumbien und Brasilien in ungestörten Bergwälder in Höhenlagen von 250 bis 1200 Metern verbreitet.

## Systematik
Die Erstveröffentlichung erfolgte 1788 unter dem Namen (Basionym) Epidendrum flabelliforme durch Olof Peter Swartz. 1959 erfolgte die Umkombination zu Cochleanthes flabelliformis (Sw.) R.E.Schult. & Garay durch Richard Evans Schultes und Leslie Andrew Garay. Weitere Synonyme für Cochleanthes flabelliformis (Sw.) R.E.Schult. & Garay sind: Chondrorhyncha flabelliformis (Sw.) Alain, Cochleanthes fragrans Raf., Cymbidium flabelliforme (Sw.) Sw., Epidendrum flabelliforme Sw., Huntleya imbricata Rchb. f., Warczewiczella cochlearis (Lindl.) Rchb. f., Warczewiczella cochleata Barb.Rodr., Warczewiczella flabelliformis (Sw.) Cogn., Warczewiczella gibeziae (N.E.Br.) Stein, Zygopetalum cochleare Lindl., Zygopetalum conchaceum Hoffmanns. ex Rchb. f., Zygopetalum flabelliforme (Sw.) Rchb. f., Zygopetalum gibeziae N.E.Br., Zygopetalum cochleatum Paxton
Cochleanthes flabelliformis ist die Typart der Gattung Cochleanthes.